# Cúp bóng đá Melanesia
Cúp bóng đá Melanesia  là một giải vô địch bóng đá diễn ra giữa các quốc gia vùng Melanesia, nó được dùng (cùng với Cúp bóng đá Polynesia) để làm vòng loại cho Cúp bóng đá châu Đại Dương.  Mùa giải cuối cùng là năm 2000. Giải đấu sử dụng thể thức thi đấu vòng tròng một lượt ở các địa điểm tổ chức của giải.
Năm 2008, Cúp bóng đá Wantok được thành lập là giải đấu của các quốc gia Papua New Guinea, Quần đảo Solomon và Vanuatu. Nó được Liên đoàn bóng đá châu Đại Dương miêu tả như là "một giải đấu hồi tưởng lại của Cúp bóng đá Melanesia đã giải thể".

## Đội bóng tham gia
- Fiji
- Papua New Guinea
- Nouvelle-Calédonie
- Quần đảo Solomon
- Vanuatu

## Số lần vô địch

### Tổng cộng
| 5 | Fiji             | 1988, 1989, 1992, 1998, 2000 |
| 2 | Papua New Guinea | 2022, 2024                   |
| 2 | Quần đảo Solomon | 1994, 2023                   |
| 1 | Vanuatu          | 1990                         |

### Melanesia Cup
| 5 | Fiji             | 1988, 1989, 1992, 1998, 2000 |
| 1 | Quần đảo Solomon | 1994                         |
| 1 | Vanuatu          | 1990                         |

### MSG Prime Minister's Cup
| 2 | Papua New Guinea | 2022, 2024 |
| 1 | Quần đảo Solomon | 2023       |

## Kết quả
| Năm                      | Chủ nhà            | Vô địch            | Á quân               | Hạng ba            | Hạng tư              |
| Melanesia Cup            | Melanesia Cup      | Melanesia Cup      | Melanesia Cup        | Melanesia Cup      | Melanesia Cup        |
| ------------------------ | ------------------ | ------------------ | -------------------- | ------------------ | -------------------- |
| 1988 Chi tiết            | Quần đảo Solomon   | · Fiji             | · Quần đảo Solomon   | · Vanuatu          | · Nouvelle-Calédonie |
| 1989 Chi tiết            | Fiji               | · Fiji             | · Nouvelle-Calédonie | · Quần đảo Solomon | · Papua New Guinea   |
| 1990 Chi tiết            | Vanuatu            | · Vanuatu          | · Nouvelle-Calédonie | · Fiji             | · Quần đảo Solomon   |
| 1992 Chi tiết            | Vanuatu            | · Fiji             | · Nouvelle-Calédonie | · Quần đảo Solomon | · Vanuatu            |
| 1994 Chi tiết            | Quần đảo Solomon   | · Quần đảo Solomon | · Fiji               | · Papua New Guinea | · Nouvelle-Calédonie |
| 1998 Chi tiết            | Vanuatu            | · Fiji             | · Vanuatu            | · Quần đảo Solomon | · Papua New Guinea   |
| 2000 Chi tiết            | Fiji               | · Fiji             | · Quần đảo Solomon   | · Vanuatu          | · Nouvelle-Calédonie |
| MSG Prime Minister's Cup |                    |                    |                      |                    |                      |
| 2022 Chi tiết            | Vanuatu            | · Papua New Guinea | · Vanuatu            | · Fiji             | · Quần đảo Solomon   |
| 2023 Chi tiết            | Nouvelle-Calédonie | · Quần đảo Solomon | · Nouvelle-Calédonie | · Vanuatu          | · Papua New Guinea   |
| 2024 Chi tiết            | Quần đảo Solomon   | · Papua New Guinea | · Fiji               | · Quần đảo Solomon | · Vanuatu            |